# 난쟁이바랄
난쟁이바랄(dwarf bharal, 학명: Pseudois schaeferi) 또는 난쟁이푸른양(dwarf blue sheep)은 중국 본토와 티베트에서 발견되는 영양의 일종으로 멸종 위기종의 하나이다.
쓰촨성 바탕 현의 장강 골짜기 상류와 티베트 자치구 일부 지역의 건조하고 풀이 무성한 경사면 하부에서 서식하며, 현지에서는 "롱나"(rong-na)라는 이름으로 알려져 있다. 원래는 이 종은 바랄 (Pseudois nauyar)의 아종으로 분류했지만, 형태학적 연구 결과에 의해 1970년대 이후 별도의 종으로 간주해 왔다. 그러나 최근의 분자생물학 연구 결과에 의하면 이 두 종의 차이가 미미하며, 따라서 이 종을 다시 바랄의 아종으로 취급하기도 한다.